# Leptothorax tricarinatus
Leptothorax tricarinatus är en myrart som beskrevs av Carlo Emery 1895. Leptothorax tricarinatus ingår i släktet smalmyror, och familjen myror.

## Underarter
Arten delas in i följande underarter:
- L. t. neomexicanus
- L. t. tricarinatus